# Molinos (la Torre de Cabdella)
Molinos és un poble del municipi de la Torre de Cabdella, al Pallars Jussà; pertanyia a l'antic municipi de Mont-ros abans del 1970. El poble és a la part central del municipi, a ran de Flamisell, a la seva riba esquerra, un quilòmetre a ponent de Mont-ros.
La capella del poble és dedicada a sant Esteve. D'aquesta església, esmentada el 1526 amb el nom de Molins, només se sap que pertanyia a l'ardiaconat de Tremp, i era annexa de Santa Maria de Mont-ros.
Hi ha una altra capella a la colònia infantil, dedicada a la Puríssima. Una mica allunyada del poble al nord-est, però dins del seu territori, hi ha les restes de l'església romànica de Sant Salvador de Molinos.

## Etimologia
El nom d'aquest poble és un topònim anterior al català. Com estableix Joan Coromines, el romanç pallarès primigeni conservava la desinència en -o- de l'ètim llatí. Així, mentre del llatí molinos el català ha fet molins, el romanç pallarès s'ha mantingut en Molinos. Cal dir, però, que en la documentació medieval i moderna tant apareix una forma com l'altra, de manera que la forma catalana estàndard, Molins, no és estranya en la documentació antiga.

## Central elèctrica

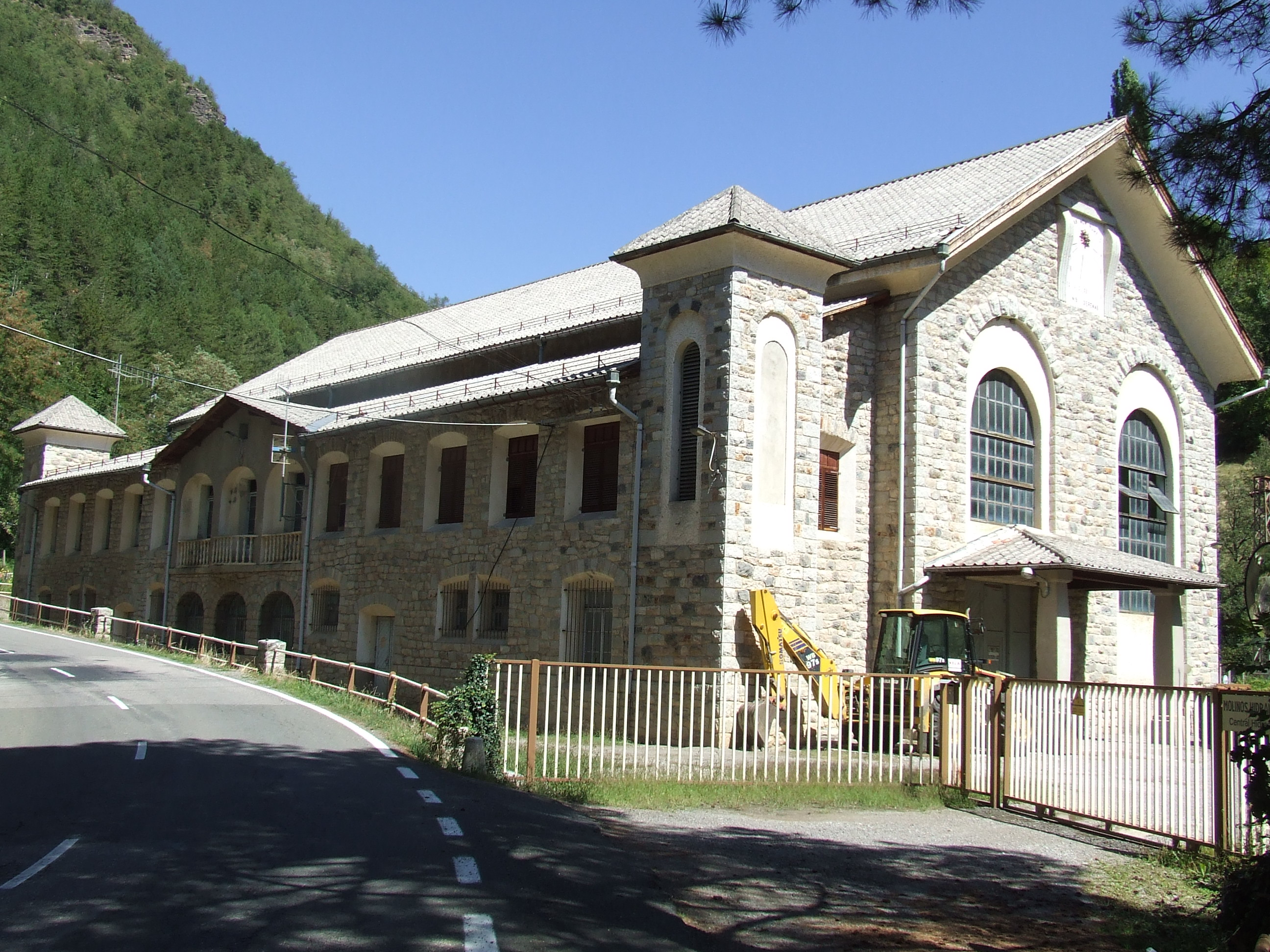
La Central Elèctrica de Molinos

L'element que en el seu moment va fer reviscolar la caseria de Molinos fou la central elèctrica que s'hi construí. Subsidiàriament, a partir d'ella, s'han generat tot d'activitats que han donat vida al lloc.
Antigament ja era aprofitada l'energia de l'aigua del lloc en el molí, ara desaparegut, que donà lloc al poble i al seu nom mateix. El març del 1918 va començar a muntar-se la canonada de la central, obra espectacular en el seu temps, i encara avui dia. El 4 de maig del 1919 s'inaugurava la central, amb una producció inicial de 18.000 kW a l'hora. Al voltant de la central sorgí una colònia de treballadors, que incloïa capella pròpia i una petita colònia infantil, també amb capella.
La central hidroelèctrica de Molinos té una potència instal·lada de 13.500 kW i una producció mitjana de 35 milions de kWh. Aprofita l'aigua procedent d'un canal subterrani captat a la Central hidroelèctrica de Capdella.

## Festes i tradicions

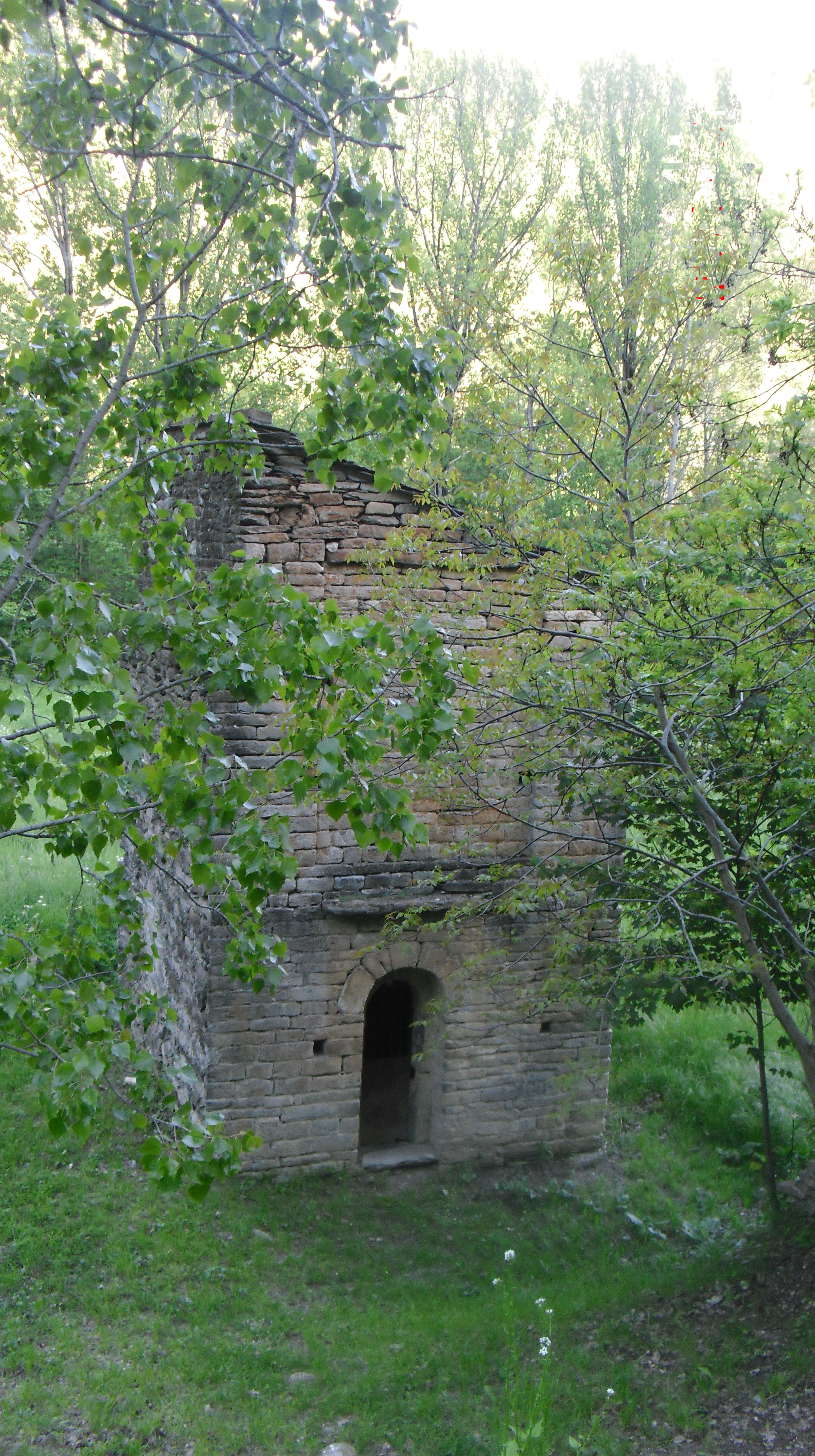
Ermita de St. Martí

Tot i que és una tradició de nova planta, Molinos té el seu espai en el Romanço de la Vall Fosca, de Jaume Arnella, després del fragment dedicat a la Plana de Mont-ros:
| «                                         | I així arribes a Molinos sense deixar de pujar, a la dreta hi ha la Coma i a l'esquerra hi ha el Solà. | » |
| — Jaume Arnella, Romanço de la Vall Fosca | |   |

I el Romanço... continua a Astell.